# Палана (річка)
Палана - річка на  Камчатці. Протікає територією  Тигільського району  Камчатського краю. 
Довжина річки 141 км. Площа басейну 2500 км². Впадає в Затоку Шеліхова  Охотського моря. Поблизу гирла, на правій надзаплавній терасі річки розташоване селище Палана.
Починається на західному схилі  Серединного хребта у перевалу Івашкінського. У верхів'ї розташовані Паланські геотермальні джерела. У середній течії протікає через Паланське озеро, на виході з якого потік спрямовується по вузькому звивистому руслу серед стрімких берегів, утворюючи стромовини і пороги навколо величезних валунів. Шум порогів розноситься за кілька кілометрів. Паланські пороги є пам'ятником природи.
Сучасна назва походить від великого порога Пилялян, яке козаки трансформували в Палану та стали відносити до всієї річки.  Коряцька назва річки Пылылъын - «та що має водоспад». Існує також чукотська назва Кычгитваям - «місце, де ростуть  берези».
Вперше про річку Палана стало відомо від  В.В. Атласова, що прийшов сюди в 1697 році під час свого походу з  Анадирского острогу на Камчатку. Нанесена на карту  С.У. Ремезовим .
За даними  Державного водного реєстру Росії належить до  Анадир-Колимського басейнового округу.